# Ea Phê
Ea Phê là một xã thuộc tỉnh Đắk Lắk, Việt Nam.

## Địa Lý & Lịch Sử
Xã Ea Phê có diện tích 44,52 km², dân số năm 1999 là 22166 người, mật độ dân số đạt 498 người/km².
Xã Ea Phê được tách từ xã Ea Kuăng vào năm 1984 nằm dọc quốc lộ 26,phíaĐông trung tâm huyện Krông Pắc cách đấy 8 km.Đông giáp các xã Krông Buk, Ea kuăng; Tây giáp xã Hoà An; Nam giáp xã Ea Hiu; Bắc giáp xã Ea Siêng - Thị xã Buôn Hồ

## Kinh Tế & Xã Hội
Tổng diện tích đất tự nhiên 4476ha trong đó: đất nông nghiệp: 3.187,98 ha (cà phê 800 ha, tiêu: 72 ha, lúa nước 900 ha, các loại cây khác: 1.340 ha); đất ở: 173,53 ha, đất chuyên dùng: 288,12 ha.
Xã có 32 thôn, buôn, trong đó có: 04 buôn dân tộc Ê Đê, 12 thôn dân tộc Tày - Nùng, 16 thôn dân tộc Kinh.
  Dân số 23.488 người thuộc 5.172 hộ gia đình, trong đó: dân tộc Kinh 16.303 người, 3.006 hộ; dân tộc Ê-đê: 4.027 người, 866 hộ; dân tộc Tày - Nùng: 3.116 người, 1.288 hộ, các dân tộc khác: 42 người, 12 hộ.
  Từ khi thành lập đến nay, xã Ea Phê không ngừng phát triển, đời sống vật chất và tinh thần của nhân dân ngày càng được nâng cao, kinh tế, xã hội phát triển ổn định. Ea Phê là một trong những xã có tốc độ phát triển kinh tế, xã hội nhanh và mạnh của huyện Krông Păc.
  Toàn xã có 13 trường học, trong đó có: 01 trường trung học phổ thông, 02 trường trung học cơ sở, 08 trường tiểu học, 02 trường mẫu giáo. Có 01 trường trung học cơ sở và 02 trường học tiểu học được công nhận đạt chuẩn Quốc gia mức độ 1. Xã đã được công nhận đạt chuẩn về phổ cập giáo dục trung học cơ sở và phổ cập giáo dục tiểu học đúng độ tuổi; được công nhận đạt chuẩn Quốc gia  giai đoạn 1 về y tế.
1. ↑  131/1983/QĐ-HĐBT
2. 1 2 3  "Mã số đơn vị hành chính Việt Nam". Bộ Thông tin & Truyền thông. Bản gốc lưu trữ ngày 24 tháng 3 năm 2013. Truy cập ngày 10 tháng 4 năm 2012.
3. ↑  Tổng cục Thống kê